# PC-6600シリーズ
PC-6600シリーズは、日本電気（NEC)の子会社である日本電気ホームエレクトロニクス（略称「NEC-HE」、旧称：新日本電気)が発売していたパーソナルコンピュータシリーズである。NEC-HEの子会社の家庭電化製品卸ルートと、日本電気の特約店ルート（NECビットイン、NECマイコンショップ）を通じて販売された。
姉妹機種のPC-6000シリーズをベースにフロッピーディスクドライブを内蔵した構成となっている。

## PC-6601
1983年11月21日に発売。PC-6001mkIIの上位機種。メーカー希望小売価格は143,000円。
先に発売されたPC-6001mkIIの機能に加え、1D/片面倍密度の3.5インチFDDを1基標準で搭載しており、オプションで更に1基内蔵することが可能である。また、PC-6001mkII由来の音声合成に、2オクターブの音高を加えて歌う機能が追加された。NECが作成した店頭用デモには「佐渡おけさ」と松田聖子の「SWEET MEMORIES」を歌うデモが収録されている。
バンドルソフトウェアが充実しており、日本語ワードプロセッサ、英文ワードプロセッサ『パソワード』、表計算ソフト『パソカルク』、ソングエディタ、小松左京監修によるアドベンチャーゲーム『コロニーオデッセイ（冒険編）』などが付属した。アドベンチャーゲームは、プレイヤーの相棒のロボットが音声合成機能を利用して喋るなど、本体の機能を活かした作りとなっていた。反面、CP/Mのような汎用OSは添付されておらず、別売でリリースされることもなかった。
本体背面に内蔵FDDを切り離すスイッチが付いており、一部のPC-6001mkII用ソフトは、このスイッチで内蔵FDDを切り離さないと動作しないものがある。
オプションの拡張漢字ROMカートリッジ（PC-6601-01）を挿入することで、漢字ROMフォントが1024文字からJIS第一水準のフルサポートに拡張される。KANJI命令で使用する文字コードも独自の漢字コードからJIS漢字コードに変更される。
イメージキャラクターは、PC-6001mkII同様、武田鉄矢。

### 仕様
- CPU μPD780C-1 4MHz
- RAM 64KB+1KB（FDバッファ）
- テキスト表示 40桁×20行
- グラフィック表示 320×200ドット 4色、160×200ドット 15色
- サウンド PSG AY-3-8910 / 音声合成
- BASIC N66-BASIC（RAM64KB）、N60-BASIC (RAM 16KB/32KB)、N60-拡張BASIC（RAM 16KB/32KB）
- 3.5インチ 1D FDD
- インタフェース
  - RF接続
  - コンポジットビデオ出力
  - 専用デジタルRGB出力[4]
  - オーディオ出力
  - CMT
  - プリンタ（セントロニクス準拠）
  - 専用カートリッジスロット（拡張漢字ROMカートリッジ [PC-6601-01] が接続可能）
  - アタリ規格ジョイスティック×2
  - スーパーインポーズ（スーパーインポーズユニットPC-60m54専用）
  - RS-232C（オプション）

## PC-6601SR
1984年11月20日に発売された、PC-6601の後継機にしてPC-6001mkIISRの上位機種。メーカー希望小売価格は155,000円。愛称はMr.PC（ミスターピーシー）。キャッチフレーズは「六本木パソコン」。PC-6001mkIISRの機能に加え、3.5インチFDD（1DD/片面倍密度倍トラック）を一基搭載し、PC-6601同様増設可能な設計になっている。
PC-6000/6600シリーズ中唯一のセパレート型で、赤外線ワイヤレスもしくは有線によるキーボードを採用した。また、デザインが一新され、本体とキーボード、専用ディスプレイテレビPC-TV151の色は黒と赤が用意され、PC-6001mkII/PC-6601のオフィス的カラーと大きく違うものになった。キーボードの配列はPC-6001mkII以来のもの。
PC-TV151を使用した場合はワイヤレスキーボードからテレビの操作や番組予約、スーパーインポーズが可能になっており「テレビパソコン」と称していた。なお、PC-6001mkIIとPC-6601で接続可能だったスーパーインポーズユニットPC-60m54は利用不可となった。
テレビとの連携については既にシャープのX1が初代から実現しており、ワイヤレスキーボードもIBM JXで使われているなど独自の目新しい機能は少なかった。
サウンド面ではAY-3-8910の互換機能を含むYM2203が搭載され、FM音源3音の表現力が追加された。
当時はすでにPC-8800シリーズや他の8ビット上位機種が主流となっており、本機種がPC-6000/PC-6600シリーズの最終モデルとなった。
工学社からPC-6601SR専用の「56K CP/M V2.2」が通信販売限定で販売された。1DDのディスクにOSと標準ユーティリティとフルスクリーンエディタFED66が収められている。

### 仕様
- CPU μPD780C-1 3.58MHz
- RAM 64KB+1KB（FDバッファ）
- テキスト表示 最大80桁×25行
- グラフィック表示 640×200ドット 15色中4色、320×200ドット 15色
- サウンド FM音源 YM2203 / 音声合成
- BASIC N66SR-BASIC、N66-BASIC、N60-BASIC、N60-拡張BASIC
- 3.5インチ 1DD FDD
- インタフェース
  - 専用デジタルRGBモニタ（専用ディスプレイテレビの他に通常のディスプレイも接続可能。家庭用テレビへの接続はオプション）
  - オーディオ出力
  - CMT
  - プリンタ（セントロニクス準拠）
  - 専用カートリッジスロット
  - RS-232C（オプション）
  - アタリ規格ジョイスティック×2
  - スーパーインポーズ（専用ディスプレイテレビ接続時のみ使用）

## PC-6000シリーズとPC-6600シリーズの互換性
両シリーズに機能面で大きな違いはない。ただし、内蔵FDDについてはBASICおよびBIOSレベルでの互換性を持つにとどまり、BASICやBIOSを使用せず直接FDDを操作する場合、両者に互換性はない。
これは、PC-6000シリーズではFD制御用のCPUを内蔵した「インテリジェントタイプ」のFDDユニットを接続するようにしていたのに対し、PC-6600シリーズでは内蔵FDDのコストを下げるため、メインCPUが直接フロッピーディスクコントローラにアクセスする「ノンインテリジェントタイプ」としたのがその原因となっている。
この点は、PC-8001/8801との互換性を高めるため、内蔵5.25インチFDDにインテリジェントタイプのものを採用し続けたPC-8000/8800/9800シリーズとは対照的である。なお、PC-8800/9800シリーズには8インチ（1MB）FDDインターフェイスもあり、こちらは「ノンインテリジェントタイプ」である。
ただし、低価格ホビー機種であるPC-6000シリーズにわざわざ外付けのFDDを接続するようなケースがまれで、かつFDDを直接制御するソフトがほとんど存在しなかった。そのため、この非互換性の存在はほとんど知られていない。非互換性が問題となったことは、市販ソフトウエアのコピープロテクトやCP/Mなどの汎用OSの移植などごく限定的である。また、PC-6000/6600シリーズ用CP/Mの中でも、FDDの制御にROMのルーチンを用いた実装のものは、両シリーズで相互に利用できる。